# Paraphonus cophus
Paraphonus cophus är en insektsart som beskrevs av Morgan Hebard 1928. Paraphonus cophus ingår i släktet Paraphonus och familjen syrsor. Inga underarter finns listade i Catalogue of Life.